# The Holiday Exchange
The Holiday Exchange je americký hraný film z roku 2024, který režíroval Jake Helgren podle scénáře Taylora Freye, jenž ztvárnil i hlavní roli. Snímek měl premiéru 1. října 2024.

## Děj
Blíží se Vánoce a Wilde chce ještě před svátky dokončit prodej své softwarové firmy. Právě se rozešel se svým přítelem Seanem a nechce trávit Vánoce sám doma. Rozhodne se vyměnit svůj dům přes aplikaci a strávit konec roku mimo Los Angeles. Najde si dům v irském městečku Brilfax. Tento dům patří Oliverovi, rozvodovému právníkovi, který má po otci převzít rodinnou právnickou firmu. I on chce změnit prostředí a odpočinout si.
Wilde je nadšen z domu v zasněžené krajině. Ovšem již druhý den se v domě objeví Oliverův bratranec Henry, kterému v zimě prasklo vodovodní potrubí, a nemá kde přespat. Kvůli sněhové bouři nemůže odjet z Brilfaxu. Henry je slavný herec a Wilde je vůči němu zpočátku nedůvěřivý.
Mezitím Oliver dostal k Vánocům knihu, ve které objevil chybu v receptu na vánoční pudink. Autor knihy, spisovatel Julius, žije v Los Angeles, kde právě pořádá sérii autorských čtení. Oliver se rozhodne na jedno z těchto čtení zajít, aby na chybu upozornil. V obou případech se počáteční seznámení rozvine ve vztah. Oliver s Juliem na Silvestra přiletí do Los Angeles, aby všichni společně oslavili Nový rok.

## Obsazení
| Taylor Frey      | Wilde Williams  |
| Rick Cosnett     | Oliver Whitlock |
| Kyle Richards    | Lola Williams   |
| Samer Salem      | Julius Nasser   |
| Daniel Garcia    | Henry Whitlock  |
| Camila Banus     | Naomi           |
| Ashley Fink      | Jennie          |
| Kyle Dean Massey | Sean            |
| Nick Adams       | Van             |